# Sander Jan Klerk
Sander Jan Klerk (Den Haag, 19 juni 1982) is een Nederlands acteur en zanger.

## Biografie

### Vorming en opleiding
Klerk is de jongste zoon uit een gezin met twee kinderen. Hij groeide op in het Westland en woonde gedurende twee jaar in Londen. Hij volgde lessen aan De Acteerstudio, Jeugdtheaterschool Rabarber en het Nederlands Musical Ensemble in Nederland.

### Carrière
Klerk was te zien in verschillende tv-series, zoals Westenwind ,Baantjer, Dok12, Onderweg naar Morgen en Meiden van De Wit. Hij was gastacteur in vier afleveringen van Het Glazen Huis. Klerk speelde in de serie ZOOP  op Nickelodeon en in de speelfilm Zoop in Afrika. Hij toerde met ZOOP door het land en trad onder andere op tijdens de Nickelodeon Kids' Choice Awards en in Theater Tuschinski. Deze serie en film wonnen verschillende prijzen, waaronder de "Nickelodeon Kid's Choice Award" en de "Gouden film".

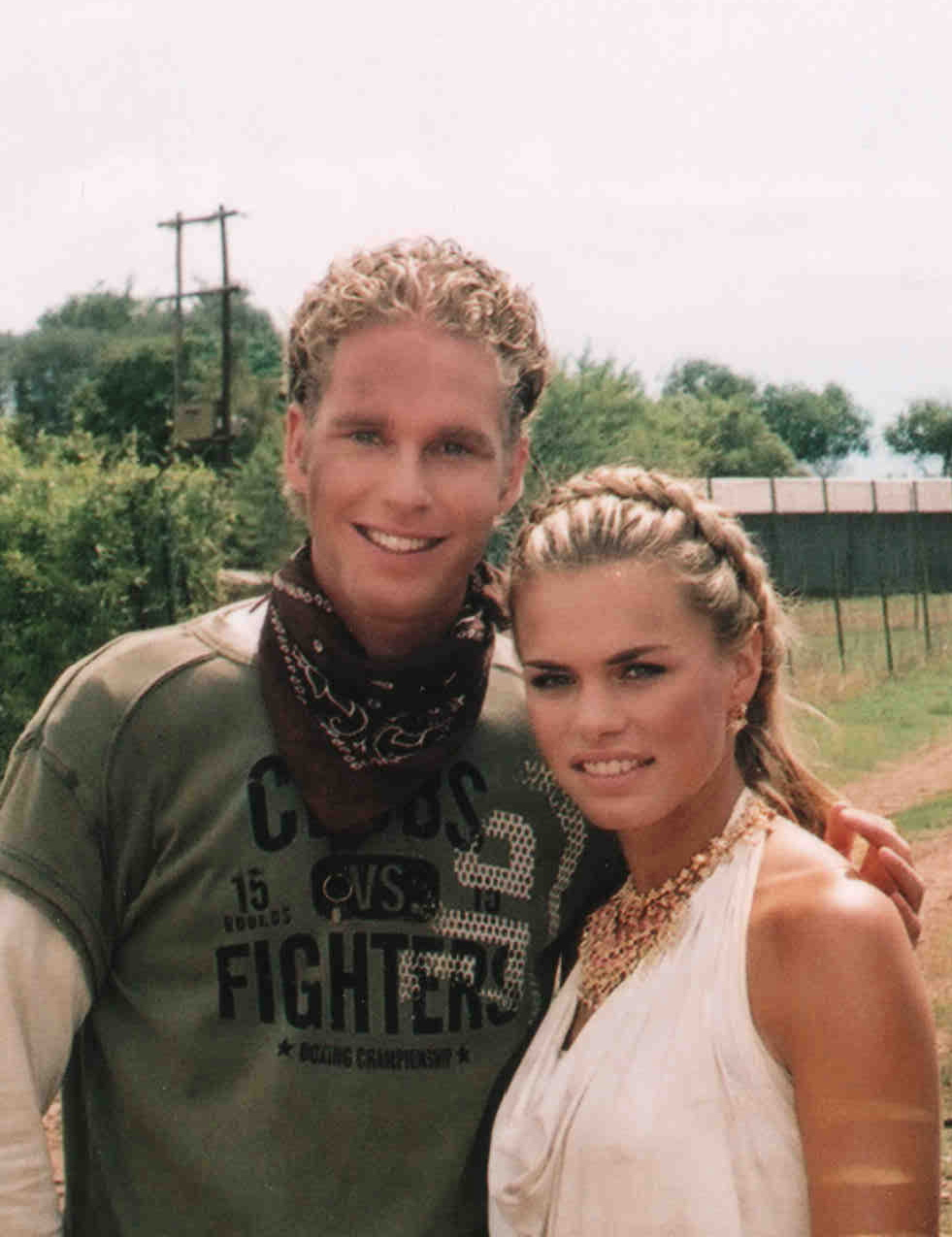
Sander Jan Klerk en Nicolette van Dam als Aaron en Bionda in Zoop in Afrika, 2005

In het theater speelde Klerk in Grease (Doody), Jekyll & Hyde (Simon Stride), Tita Tovenaar (Tom de Tuinman) en A Christmas Carol.
Hij zong in de jaarlijkse John Kraaijkamp Musical Awards Gala's, de concertreeksen Musicals in Ahoy' 2002 Het All Star Musical Gala en Musicals in Ahoy' 2004 Musical Meets Movie.
Klerk zong in concerten waaronder het 25-jarig regeringsjubileum van koningin Beatrix, het World Press Gala, het 100 Jaar Circustheater Gala, Opening Martiniplaza Groningen, Quality of Life Gala en de Voetballer van het Jaar-gala's. Van 2000 tot 2010 trad hij op tijdens de jaarlijkse televisie-uitzendingen van de Musical Sing-Along op de Amsterdamse Uitmarkt.
Hij is tevens te horen in de titelsong van de film ZOOP in Afrika.
Vanaf 2008 was Klerk te zien in commercials van o.a. McDonald's, Domino's Pizza en Starbucks.
In 2009 zong Klerk samen met Lea Salonga in New York het duet "A Whole New World" uit Disney's Aladdin.
In de film Sonny Boy uit 2011 speelde Klerk een Duitse soldaat in de Tweede Wereldoorlog. Een jaar later trad hij op in Musical Classics in Ahoy en was hij backing vocalist van Mika tijdens diens Europese The Origin of Love Tour.
In het najaar van 2012 speelde Klerk in Achter Gesloten Deuren. In 2014 speelde hij een gastrol in de SBS6-serie Danni Lowinski. In 2015 was hij te zien als Bas Luster in de televisieserie Goede tijden, slechte tijden van RTL 4.
In 2016 speelde hij in de serie Moordvrouw de rol van "Pieter Broekman". Het daarop volgende jaar werkte hij als stemacteur aan de film The Hitman's Bodyguard. In 2018 was Klerk te zien als Advocaat Wetzels in de serie Suspects (RTL). In 2021 speelde Klerk de rol van “Hermann of Thuringia” in de internationale tv dramaseries “Glow & Darkness”.

## Filmografie

### Televisie
- Westenwind (2000) - Alexander
- Dok 12 (2001) - Sven de Wilde
- Baantjer (2002) - Jongeman in gevangenis
- Onderweg naar Morgen (2003) - Arts
- Meiden van De Wit (2003) - Daniel de Ridder
- Het Glazen Huis (2004) – Acteur “Zilver & Goud”
- ZOOP (2005-2006) – Aaron Zomerkamp
- The Making of Zoop in Afrika (2005) – Aaron Zomerkamp
- Achter Gesloten Deuren (2012) – Thomas Henegouwen
- Danni Lowinski (2014) - Erik Courier
- Goede tijden, slechte tijden (2015) - Bas Luster
- Moordvrouw (2016) - Pieter Broekman
- Suspects (RTL) (2018) - Advocaat Wetzels
- Glow & Darkness (2021) - Hermann of Thuringia

### Films
- Zoop in Afrika (2005) – Aaron Zomerkamp
- Sonny Boy (2011) – Duitse soldaat
- The Hitman's Bodyguard (2017) – Stemacteur

## Optredens
- Musicals in Ahoy 2002 het “All Star Musical Gala”
- Musicals in Ahoy 2004 “Musical Meets Movie”
- John Kraaijkamp Musical Awards Gala's (2000-2011)
- Musical Sing-Along Amsterdam Uitmarkt (2000-2010)
- Musical Classics in Ahoy (2012)

## Discografie

### Singles
| Lied                          | Verschijnen  | Album | Hitlijsten  | Hitlijsten  | Hitlijsten   | Hitlijsten   | Opmerkingen          |
| Lied                          | Verschijnen  | Album | NL (Top 40) | NL (Top 40) | NL (Top 100) | NL (Top 100) | Opmerkingen          |
| Lied                          | Verschijnen  | Album | Piek        | Weken       | Piek         | Weken        | Opmerkingen          |
| ----------------------------- | ------------ | ----- | ----------- | ----------- | ------------ | ------------ | -------------------- |
| Zoop in Afrika (Djeo Madjula) | 27 juni 2005 | —     | 12          | 10          | 4            | 18           | met gehele ZOOP-cast |